# The Amazing Spider-Man (serial telewizyjny)
The Amazing Spider-Man – amerykański superbohaterski serial dramatyczny na podstawie serii komiksów o superbohaterze o pseudonimie Spider-Man wydawnictwa Marvel Comics. Twórcą serialu był Alvin Boretz. Tytułową rolę zagrał Nicholas Hammond, a obok nich w głównych rolach wystąpili: Robert F. Simon, Michael Pataki, Chip Fields i Ellen Bry.
Pilotowy odcinek, Spider-Man, został pokazany w postaci filmu telewizyjnego 14 września 1977 roku na antenie CBS. Natomiast emisję pierwszego sezonu rozpoczęto 5 kwietnia 1978 roku. Drugi sezon zadebiutował 5 września 1978 roku. Ostatni odcinek serialu wyemitowano 6 lipca 1979 roku.
Z dwuczęściowych odcinków The Deadly Dust i The Chinese Web powstały filmy telewizyjne, Spider-Man Strikes Back i Spider-Man: The Dragon’s Challenge, które razem z pilotem serialu doczekały się dystrybucji kinowej poza Stanami Zjednoczonymi.

## Obsada
- Nicholas Hammond jako Peter Parker / Spider-Man, student pracujący jako fotograf dla nowojorskiej gazety Daily Bugle, który został ugryziony przez radioaktywnego pająka, dzięki czemu zyskał pajęcze zdolności i zwalcza przestępczość jako Spider-Man. Kaskader Fred Waugh odgrywał postać w stroju Spider-Mana[1][2].
- Robert F. Simon jako J. Jonah Jameson, redaktor nowojorskiej gazety Daily Bugle. David White zagrał Jamesona w pilocie[1][2].
- Michael Pataki jako Kapitan Barbera, kapitan nowojorskiej policji[1][2].
- Chip Fields jako Rita Conway, sekretarka Jamesona[1][2].
- Ellen Bry jako Julie Masters, fotografka pracująca dla konkurencyjnej gazety Register[1][2].

Jedynymi postaciami z komiksów, poza Peterem Parkerem / Spider-Manem i J. Jonah Jamesonen, które pojawiły się w serialu były: ciocia May Parker, którą zagrały Jeff Donnell w pilocie i Irene Tedrow w odcinku Night Of The Clones oraz Hilly Hicks jako Joe „Robbie” Robertson, który wystąpił tylko w pilocie.

## Emisja i filmy telewizyjne
Pilotowy odcinek, Spider-Man, w postaci filmu telewizyjnego został pokazany 14 września 1977 roku na antenie CBS. Natomiast emisję pierwszego sezonu rozpoczęto 5 kwietnia 1978 roku. Drugi sezon zadebiutował 5 września 1978 roku. Ostatni odcinek serialu wyemitowano 6 lipca 1979 roku.
Z dwuczęściowych odcinków The Deadly Dust i The Chinese Web powstały filmy telewizyjne, Spider-Man Strikes Back i Spider-Man: The Dragon’s Challenge, które razem z pilotem serialu doczekały się dystrybucji kinowej poza Stanami Zjednoczonymi przez Columbia Pictures. Filmy te doczekały się również wydania VHS. W Stanach Zjednoczonych wydano również na tym nośniku połączone w filmy odcinki Photo Finish i A Matter of State, Wolfpack i The Kirkwood Haunting, Con Caper i The Curse of Rava oraz Night of the Clones i Escort to Danger. Zespół produkcyjny nakręcił dodatkowe sceny pomostowe i umieścił je między treściami każdego z tych dwóch odcinków.

## Lista odcinków

### Pilot (1977)
| № | Nr | Tytuł      | Reżyseria       | Scenariusz   | Premiera (CBS)   |
| - | -- | ---------- | --------------- | ------------ | ---------------- |
| 1 | 1  | Spider-Man | E.W. Swackhamer | Alvin Boretz | 14 września 1977 |

### Sezon 1 (1978)
| № | Nr | Tytuł                   | Reżyseria       | Scenariusz                | Premiera (CBS)   |
| - | -- | ----------------------- | --------------- | ------------------------- | ---------------- |
| 2 | 1  | The Deadly Dust: Part 1 | Ron Satlof      | Robert Janes              | 5 kwietnia 1978  |
| 3 | 2  | The Deadly Dust: Part 2 | Ron Satlof      | Robert Janes              | 12 kwietnia 1978 |
| 4 | 3  | The Curse of Rava       | Michael Caffrey | Dick Nelson, Robert Janes | 19 kwietnia 1978 |
| 5 | 4  | Night of the Clones     | Fernando Lamas  | John W. Bloch             | 26 kwietnia 1978 |
| 6 | 5  | Escort to Danger        | Dennis Donnelly | Duke Standefur            | 3 maja 1978      |

### Sezon 2 (1978–1979)
| №  | Nr | Tytuł                   | Reżyseria      | Scenariusz                                           | Premiera (CBS)    |
| -- | -- | ----------------------- | -------------- | ---------------------------------------------------- | ----------------- |
| 7  | 1  | The Captive Tower       | Cliff Bole     | Gregory S. Dinallo, Bruce Kalish, Philip John Taylor | 5 września 1978   |
| 8  | 2  | A Matter of State       | Larry Stewart  | Howard Dimsdale                                      | 12 września 1978  |
| 9  | 3  | The Con Caper           | Tom Blank      | Brian McKay, Gregory S. Dinallo                      | 25 listopada 1978 |
| 10 | 4  | The Kirkwood Haunting   | Don McDougall  | Michael Michaelian                                   | 30 grudnia 1978   |
| 11 | 5  | Photo Finish            | Tony Ganz      | Howard Dimsdale                                      | 7 lutego 1979     |
| 12 | 6  | Wolfpack                | Joseph Manduke | Stephen Kandel                                       | 21 lutego 1979    |
| 13 | 7  | The Chinese Web: Part 1 | Don McDougall  | Lionel E. Siegel                                     | 6 lipca 1979      |
| 14 | 8  | The Chinese Web: Part 2 | Don McDougall  | Lionel E. Siegel                                     | 6 lipca 1979      |

## Produkcja
W połowie lat siedemdziesiątych wydawca Marvel Comics i twórca postaci Spider-Mana, Stan Lee, odsprzedał stacji CBS prawa do postaci, która miała stworzyć serial wspólnie z producentem Danielem R. Goodmanem. Goodman postanowił nawiązać współpracę przy serialu z Charlesem Friesem. Nicholas Hammond został obsadzony w roli Petera Parkera po tym, jak producenci ze studia zobaczyli go w sztuce na podstawie książki Bądźmy poważni na serio. Kaskader Fred Waugh wykonał wszystkie akrobacje Spider-Mana w serialu. Na początku produkcji Lee i Goodman spierali się o kierunek serialu.
Serial rozpoczęto jako od pilota, dziewięćdziesięciominutowego filmu, który został wyemitowany na antenie CBS we wrześniu 1977 roku pod tytułem Spider-Man. Pomimo jego wysokiej oglądalność CBS zdecydowało się zamówić tylko 5 odcinków pierwszego sezonu na sezon telewizyjny 1977–1978. Stacja niechętnie zobowiązała się do przyznania serialowi regularnego czasu antenowego w sezonie 1978–1979 ze względu na koszty produkcji i gorszą oglądalność wśród starszych widzów. CBS zdecydowało się na sporadyczną emisję odcinków drugiego sezonu, umieszczając je tak w programie, aby celowo obniżyć oglądalność konkretnych konkurencyjnych programów w kluczowych momentach sezonu telewizyjnego. Lionel E. Siegel, który objął obowiązki producenta w drugim sezonie, zdecydował się na zmiany w serialu mające zwiększyć oglądalność wśród starszych widzów. Obejmowały one zrezygnowanie z postaci Kapitana Barbery granego przez Michaela Patakiego, dodanie postaci Julie Masters, którą zagrała Ellen Bry jako obiektu miłosnego Parkera, stworzenie bardziej przyziemnej fabuły i stonowanie supermocy Spider-Mana. Drugi sezon składał się z 8 odcinków. Pomimo zadowalających wyników oglądalności CBS zdecydowało się anulować serial. Głównym tego powodem była obawa stacji, że będzie kojarzona jedynie z serialami o superbohaterach.

## Oglądalność i krytyka publiczności
Filmowy pilot uzyskał najwyższy wskaźnik oglądalności wynoszący dla CBS w roku 1977 wynoszący 17,8. Jednocześnie wyniki oglądalności dla dorosłej publiczności, w przedziale wieku 18–49 nie były zadowalające dla stacji. Pierwszy odcinek uzyskał wskaźnik 22,8 z oglądalnością 16,6 miliona widzów, co uczyniło go najlepiej ocenianym programem tygodnia w CBS i ósmym najlepiej ocenianym programem tygodnia pośród wszystkich amerykańskich stacji. Pierwszy sezon uzyskał 19. miejsce w oglądalności podczas sezonu telewizyjnego 1977–1978. Wskaźniki oglądalności drugiego sezonu również były zadowalające dla stacji.
Pomimo dużej popularności serialu, cześć publiczności krytykowała serial za odejście od komiksowej historii Spider-Mana i brak superzłoczyńców przedstawionych w komiksach.